# Чирка, Николай Спиридонович
Николай Спиридонович Чирка (15.07.1907, Полтавская область — 19.10.1995, Полтавская область) — сапёр 933-го стрелкового полка 254-й Черкасской Краснознамённой стрелковой дивизии 52-й армии 2-го Украинского фронта, красноармеец. Герой Советского Союза.

## Биография
Родился 15 июля 1907 года в селе Борки Зеньковского района Полтавской области. Украинец. Член ВКП(б)/КПСС с 1944 года. Окончил начальную школу. Работал в колхозе.
В октябре 1943 года призван в ряды Красной Армии. С этого же времени на фронте. Воевал на 2-м и 1-м Украинских фронтах. Принимал участие в освобождении городов Черкассы, Умань, Яссы, Бреслау.
В марте 1944 года 933-й стрелковый полк 254-й Черкасской Краснознамённой стрелковой дивизии вёл наступательные бои в районе Ботошаны — Яссы. После прорыва обороны противника 28 марта 1944 года наши воины начали форсирование реки Прут в двадцати километрах севернее города Яссы в Румынии. Командир полка поручил сапёрному подразделению, в составе которого служил Н. С. Чирка, подготовить средства переправы. Эту задачу сапёры успешно выполнили. Под ураганным огнём противника на небольшом плоту Н. С. Чирка всю ночь переправлял бойцов на противоположный берег. Противник методически обстреливал переправу из орудий и миномётов, но не смог остановить наступления советских воинов. Н. С. Чирка на плоту переправил около двух рот солдат, а потом продолжал перевозить боеприпасы.
Указом Президиума Верховного Совета СССР от 13 сентября 1944 года за мужество и героизм, проявленные при форсировании реки Прут и удержании плацдарма на её западном берегу рядовому Чирке Николаю Спиридоновичу присвоено звание Героя Советского Союза с вручением ордена Ленина и медали «Золотая Звезда».
После окончания Великой Отечественной войны демобилизовался. Жил в городе Гадяч. Работал на местном хлебокомбинате. В декабре 1971 года вышел на пенсию. Умер 19 октября 1995 года. Похоронен в городе Гадяч Полтавской области.
Награждён орденами Ленина, Отечественной войны 1-й степени, медалью «За отвагу», другими медалями.